# Уайт, Пола
Пола Мишель Уайт-Кейн (англ. Paula Michelle White-Cain), урождённая Пола Мишель Фёрр (англ. Paula Michelle Furr; род. 20 апреля 1966, Тьюпело, Миссисипи) — американская телеевангелистка, лидер Независимой сети харизматического христианства, активистка харизматического движения, проповедница Евангелия процветания. Старший советник Офиса по делам веры Белого дома с 20 января 2025 года.

## Биография
Родилась 20 апреля 1966 года в Тьюпело (Миссисипи). С 1991 по 2011 год была священником Международной церкви Без Стен (Without Walls International Church). В 2001 году Пола Уайт начала карьеру телеевангелиста, начав выпуск программы Paula White Today, с 2006 года выходившей на девяти христианских телевизионных сетях. 1 января 2012 года стала старшим пастором христианского центра «Новая судьба» (New Destiny Christian Center).
2 ноября 2019 года президент Дональд Трамп назначил Полу Уайт, которая по её утверждению была знакома с семьёй миллиардера с 2001 года, советником Инициативы по делам веры и возможностей Офиса по связям с общественностью Белого дома.
7 февраля 2025 года вернувшийся к власти президент Трамп объявил об учреждении Офиса по делам веры в структуре Совета по внутренней политике Белого дома во главе со старшим советником, задачей которого станет консультирование с лидерами различных религиозных групп во имя защиты религиозной свободы, противостояния антисемитизму, антихристианским и другим антирелигиозным предрассудкам в соответствии с установленным порядком. Старшим советником Офиса по делам веры Трамп назвал Полу Уайт.

## Личная жизнь
Первым мужем Полы Уайт стал рок-музыкант Дин Найт (Dean Knight), с которым она развелась в 1989 году и в 1990 году вышла замуж за пастора Рэнди Уайта, брак с которым длился до 2007 года. В 2015 году вновь вышла замуж за рокера — бывшего участника групп Bad English и Journey Джонатана Кейна.

## Труды
- He Loves Me He Loves Me Not: What Every Woman Needs to Know about Unconditional Love But Is Afraid to Feel, 2004[7]
- Simple Suggestions for a Sensational Life, 2005[8]
- Deal With It!: You Cannot Conquer What You Will Not Confront, 2006[9]
- You’re All That!, 2007[10]
- Move On, Move Up: Turn Yesterday’s Trials into Today’s Triumphs, 2008[11]
- The Ten Commandments of Health and Wellness, 2008[12]
- Fasting Made Simple: Road Map, Results, and Rewards, 2008[13]
- I Don’t Get Wholeness… That’s the Problem: Making Relationships Work, 2008[14]
- Dare to Dream: Understand God’s Design for Your Life, 2017[15]
- Something Greater: Finding Triumph over Trials, 2019[16]